# Бажинск
Бажинск — село в Маслянинском районе Новосибирской области. Административный центр Бажинского сельсовета.

## География
Площадь села — 158 гектаров.

## Население
| 2002 | 2007 | 2010 |
| ---- | ---- | ---- |
| 588  | ↘554 | ↘538 |

## Инфраструктура
В селе по данным на 2007 год функционируют 1 учреждение здравоохранения и 1 учреждение образования.